# Tembladeras
Tembladeras är en ort i Mexiko.   Den ligger i kommunen Centla och delstaten Tabasco, i den sydöstra delen av landet, 700 km öster om huvudstaden Mexico City. Tembladeras ligger 1 meter över havet och antalet invånare är 122.
Terrängen runt Tembladeras är mycket platt. Runt Tembladeras är det glesbefolkat, med 19 invånare per kvadratkilometer. Närmaste större samhälle är Frontera, 16,7 km väster om Tembladeras. I omgivningarna runt Tembladeras växer i huvudsak städsegrön lövskog.